# Royal Aircraft Factory F.E.2

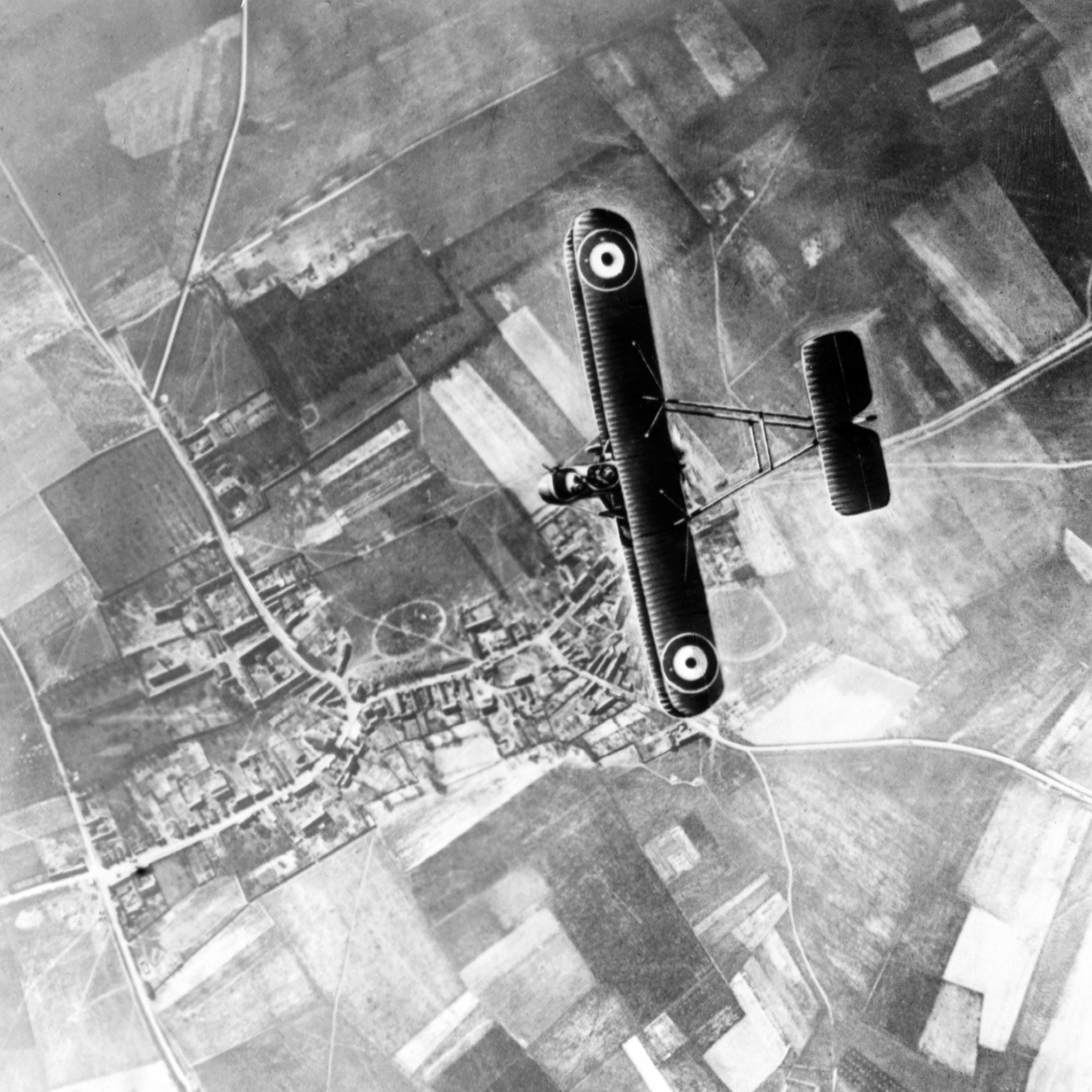
Eine F.E.2 im Ersten Weltkrieg hoch über den Schützengräben an der Westfront.

Die Royal Aircraft Factory F.E.2 war ein zweisitziger britischer Bomber; die Maschine konnte aber auch als Jagdflugzeug verwendet werden. Das mit einem Druckpropeller ausgestattete Flugzeug kam ab Herbst 1915 im Ersten Weltkrieg zum Einsatz. Zusammen mit der einsitzigen Airco D.H.2 sollte sie gegen die bis dahin überlegenen deutschen Fokker-Eindecker kämpfen.

## Geschichte und Konstruktion
Die F.E.2 (Farman Experimental 2) wurde von der Royal Aircraft Factory entwickelt und entstand aus der Vorgängermaschine F.E.1. Im Jahre 1913 wurde die Konstruktion komplett überarbeitet und ein Prototyp für die Serienmaschine entwickelt. Im Februar 1914 wurde dieser bei einem Absturz total zerstört.
Kurz vor Beginn des Ersten Weltkrieges bestellten die Royal Flying Corps die ersten Serienmaschinen, obwohl Maschinen mit Druckpropeller als veraltet galten. Die Briten hatten jedoch noch kein synchronisiertes MG, wie es in der Fokker Eindecker zum Einsatz kam, um durch den Propeller vorwärts zu feuern. Die F.E.2 war ein zweisitziges Flugzeug; der Bordschütze saß vor dem Piloten. Der Beobachter bediente anfangs ein 7,7-mm-Lewis-MG, später dann zwei. Die Sicht des Beobachters war exzellent. Die F.E.2. konnte zusätzlich eine kleine Menge Bomben tragen.
Die erste Serie von zwölf F.E.2a wurde schnell ausgemustert und durch die F.E.2b ersetzt. Sie hatte anfangs einen 120 PS (89 kW) leistenden wassergekühlten Beardmore-Reihenmotor, der später durch einen Beardmore-Motor mit 160 PS (119 kW) Leistung ersetzt wurde. Die F.E.2c war ein Nachtbomber, hier waren die Sitzpositionen von Pilot und Beobachter vertauscht.

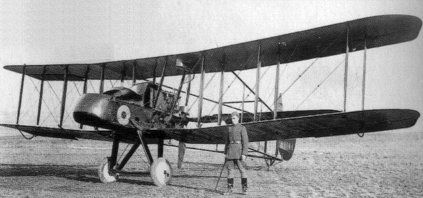
F.E.2 im Größenvergleich Mensch zu Maschine

Die F.E.2b wurde ab September 1915 bei No. 6 Squadron der RFC in Dienst gestellt. Zwei Drittel der Maschinen flogen als Jäger und ein Drittel als Bomber. Insgesamt wurden 1939 F.E.2b und F.E.2c gebaut.
Bis 1917 flogen sie als Tagbomber, danach bis zum August 1918 als Nachtbomber. In Frankreich waren 16 RFC-Staffeln und in der englischen Heimatverteidigung maximal sechs Staffeln stationiert.

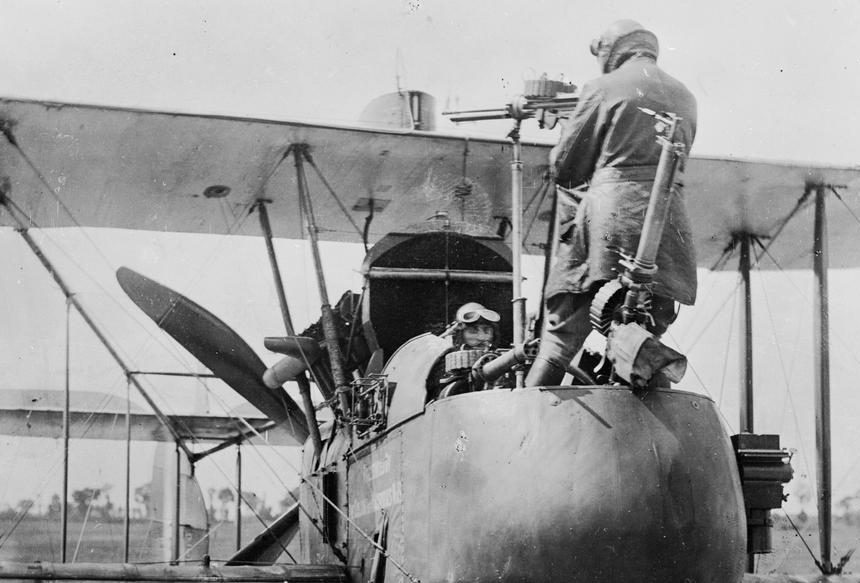
Ein F.E.2d-Beobachter demonstriert im Stehen das rückwärtige MG

Das letzte Modell war die F.E.2d, von der 386 Maschinen gebaut wurden. Sie wurde von einem 250 PS (186 kW) starken Rolls-Royce-Eagle-Motor angetrieben. Bei dieser Version war ein MG über der oberen Tragfläche angebracht. Hier musste der Beobachter im Flug stehen, um nach hinten zu feuern. Allerdings war dies eine heikle Position im Luftkampf. Einige Maschinen hatten ein festmontiertes vorwärtsfeuerndes Lewis-MG, das der Pilot bedienen konnte.
Ab 1917 wurde es immer schwieriger, gegen die modernen deutschen Jäger zu kämpfen. Allerdings lobten die Piloten die Maschine für ihre Stabilität. Manfred von Richthofen wurde im Juni 1917 schwer am Kopf verletzt, als er im Luftkampf mit mehreren F.E.2. war.
Die F.E.2 wurde auch zur U-Boot-Bekämpfung eingesetzt; dazu wurde die Maschine zusätzlich mit Luftsäcken bestückt, um ihr bei Notlandungen eine gewisse Schwimmfähigkeit zu verleihen.

## Militärische Nutzung
Australien
- Australian Flying Corps nur ein Exemplar

 Vereinigtes Königreich
- Royal Flying Corps / Royal Air Force
- Royal Naval Air Service

 Vereinigte Staaten
- American Expeditionary Force

## Technische Daten (F.E.2b)

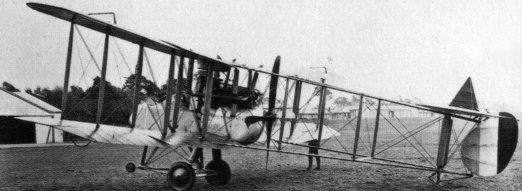
F.E.2d mit Rolls-Royce-Eagle-Motor

| Kenngröße             | Daten F.E.2b                                             |
| --------------------- | -------------------------------------------------------- |
| Besatzung             | Pilot und Beobachter                                     |
| Länge                 | 9,83 m                                                   |
| Spannweite            | 14,55 m                                                  |
| Flügelfläche          | 45,9 m²                                                  |
| Höhe                  | 3,85 m                                                   |
| Leermasse             | 935 kg                                                   |
| max. Startmasse       | 1378 kg                                                  |
| Antrieb               | 1 wassergekühlter Reihenmotor Beardmore, 160 PS (119 kW) |
| Höchstgeschwindigkeit | 147 km/h                                                 |
| Dienstgipfelhöhe      | 3353 m                                                   |
| Reichweite            | k. A.                                                    |
| Bewaffnung            | max. 3 × 7,7-mm-Lewis-MGs, max. 235 kg Bomben            |